# 胡毓达
胡毓达（1935年1月17日—），男，浙江温州人，中国运筹学家，曾任上海交通大学数学系教授、博士生导师，中国运筹学会常务理事。